# Argiliers
Argiliers (en francès Argilliers) és un municipi francès situat al departament del Gard i a la regió d'Occitània.